# کارابورون (گول‌باشی)
کارابورون (به ترکی استانبولی: Karaburun) یک منطقهٔ مسکونی در ترکیه است که در گول‌باشی واقع شده است.